# Federico IV di Danimarca
Federico IV di Danimarca (Copenaghen, 11 ottobre 1671 – Odense, 12 ottobre 1730) fu re di Danimarca e Norvegia dal 1699 fino alla sua morte.

## Biografia

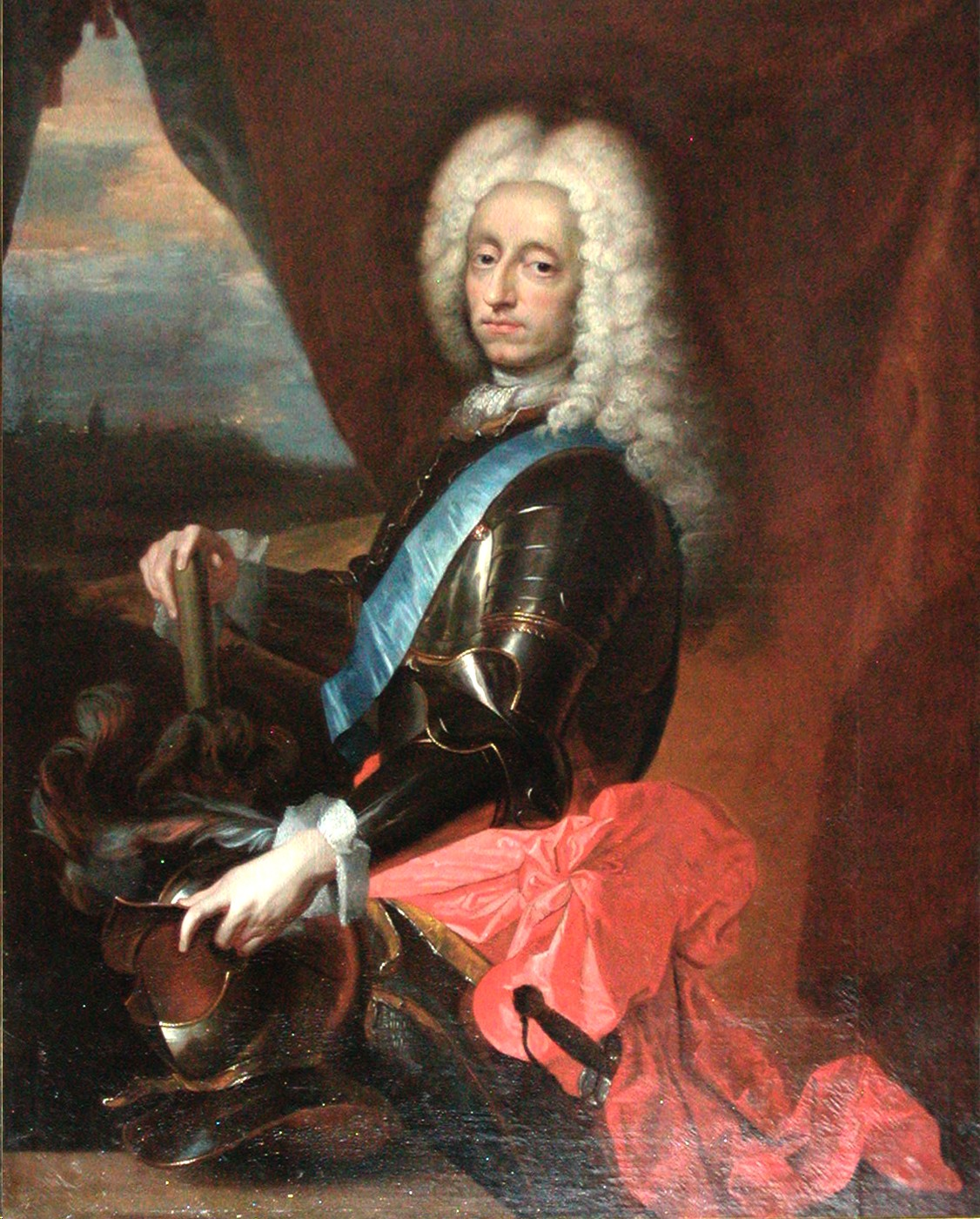
Federico IV in armatura.

Figlio di Cristiano V, cugino di Carlo XII di Svezia e Ulrica Eleonora di Svezia, sposò Luisa di Meclemburgo-Güstrow il 5 dicembre 1695 e diventò padre di cinque figli, tra i quali Cristiano VI. A seguito della morte della moglie, avvenuta il 15 marzo 1721, sposò Anna Sofia Reventlow, il 4 aprile 1721. Da quest'ultimo matrimonio nacquero tre figli. Inizialmente considerato molto debole di salute e prossimo al decesso, nel 1693 fu organizzato il matrimonio tra il duca Ernesto Augusto di Brunswick-Lünenburg e sua sorella Cristiana Carlotta, cercando di farle avere un erede che alla morte di Federico avrebbe regnato su Hannover e Danimarca, ma la morte della sorella e del bambino durante il parto non permise l'attuazione di questo progetto, tanto più che Federico sopravvisse.
Per la gran parte del regno di Federico IV, la Danimarca fu impegnata nella Grande guerra del Nord (1700-1721) contro la Svezia. Un primo accenno di battaglia, nel 1700, finì con l'invasione svedese e danni apportati dalle navi dell'Ovest. Con la Pace di Traventhal del 18 agosto 1700 il paese si impegnò a non attaccare la Svezia, ma nel 1709 la Danimarca rientrò in guerra, incoraggiata dalla sconfitta svedese a Poltava. Federico IV comandò le truppe danesi alla Battaglia di Gadebush, nel 1712. Nonostante la vittoria, la Danimarca non riuscì a riconquistare i territori perduti nel Sud della Svezia: ciò causò la distruzione del ducato di Gottorp, nello Schleswig-Holstein, favorevole agli svedesi. Federico IV, avendo compiuto due viaggi in Italia, fece costruire due palazzi secondo lo stile barocco italiano: Frederiksberg Slot e Fredensborg Slot, che divennero i monumenti della fine della Grande Guerra del Nord.
Negli anni dopo la guerra, i commerci e la cultura fiorirono. Fu creato il teatro danese e iniziò la sua carriera il drammaturgo Ludvig Holberg. Fu iniziata anche la colonizzazione della Groenlandia, da parte del missionario Hans Egede. In materia politica, questo periodo fu segnato dall'unione degli intenti del re e della famiglia Reventlow, dell'Holstein, ossia i parenti della sua ultima moglie. Questo destò sospetti in tutta la nobiltà.
Federico era considerato un uomo di responsabilità e di grandi capacità - spesso è considerato uno dei più intelligenti sovrani assoluti danesi - e possedeva l'abilità di concedere indipendenza ai suoi ministri. Non ebbe interesse nella cultura accademica, ma era comunque un uomo di grande conoscenza, specialmente nell'arte e nell'architettura. Le sue debolezze principali erano la ricerca del piacere e il bigamismo (fu l'unico re danese ad essere stato due volte un bigamo). I suoi ultimi anni furono segnati dalla sua cattiva salute e dal dolori della sua vita privata, che lo condussero al pietismo, che trionfò nel regno del figlio.
Le più importanti riforme in politica interna furono l'abolizione nel 1702 della vornedskab, una specie di schiavitù che era imposta ai contadini della Zelanda alla fine del Medioevo. Tutto ciò fu comunque invano perché fu introdotta l'ascrizione nel 1733 (norma che obbligava i contadini a risiedere nella loro terra natia).
Nel regno di Federico, Copenaghen fu colpita da due disastri: la peste del 1711 e il grande incendio dell'ottobre 1728, che distrusse gran parte della città medievale. Tra le conseguenze dei disastri ci fu la distruzione degli appunti e delle osservazioni dell'astronomo Ole Rømer, che era riuscito a convincere Federico a introdurre il calendario gregoriano in Danimarca e Norvegia nel 1700. Fu in Veneto dal dicembre 1708 al marzo
1709. Nel 1709 fu magnificamente ospitato a Vicenza dal conte Gio. Battista di Velo, suo consigliere ed ambasciatore a Vienna, nel palazzo in contrà Carpagnon, all'attuale civico 11.  A Venezia grandi festeggiamenti in suo onore furono organizzati dal doge Alvise II Mocenigo, evento raffigurato in un noto dipinto da Luca Carlevarijs ("Regata sul Canal Grande in onore di Federico IV di Danimarca", 1711).

Alla morte, nel 1730, Federico IV fu seppellito alla Cattedrale di Roskilde, vicino a Copenaghen.
Le cronache toscane del tempo lo ricordano per il suo amore con la nobile lucchese Maria Maddalena Trenta (vedi a Firenze Porta San Gallo).

## Discendenza
Sposò a Copenaghen il 5 dicembre 1695 Luisa di Meclemburgo-Güstrow da cui ebbe:
- Cristiano (Copenaghen, 28 giugno 1697-Copenaghen, 1º ottobre 1698);
- Cristiano (Copenaghen, 10 dicembre 1699-Hørsholm, 6 agosto 1746), re di Danimarca;
- Federico Carlo (Copenaghen, 23 ottobre 1701-Copenaghen, 7 gennaio 1702);
- Giorgio (3 gennaio 1703-Copenaghen, 12 marzo 1704);
- Carlotta Amalia (6 ottobre 1706-Copenaghen, 28 ottobre 1782).

Ebbe una relazione segreta con Elisabeth Helene von Vieregg da cui ebbe un figlio:
- Frederik Gyldenløve

Ebbe poi anche un altro figlio con Charlotte Helene von Schindel.
Nel 1721 rimase vedovo e contrasse un nuovo matrimonio con Anna Sofia Reventlow da cui ebbe tre figli:
- Cristiana Amalia (23 ottobre 1723-Copenaghen, 7 gennaio 1724);
- Federico Cristiano (Frederiksberg, 1º giugno 1726-Frederiksberg, 15 maggio 1727);
- Carlo (16 febbraio 1728-Copenaghen, 8 luglio 1729).

## Albero genealogico
|                                      |                            |                                            | Genitori                                   |  |  | Nonni |  |  | Bisnonni                  |  |  | Trisnonni                |  |
|                                      |                            |                                            |                                            |  |  |       |  |  | Cristiano IV di Danimarca |  |  | Federico II di Danimarca |  |
|                                      |                            |                                            |                                            |  |  |       |  |  | Cristiano IV di Danimarca |  |  | Federico II di Danimarca |  |
|                                      |                            | Sofia di Meclemburgo-Güstrow               |                                            |  |  |       |  |  | Cristiano IV di Danimarca |  |  |                          |  |
| Federico III di Danimarca            |                            |                                            |                                            |  |  |       |  |  | Cristiano IV di Danimarca |  |  |                          |  |
|                                      |                            | Anna Caterina del Brandeburgo              | Gioacchino III Federico di Brandeburgo     |  |  |       |  |  |                           |  |  |                          |  |
|                                      |                            | Anna Caterina del Brandeburgo              | Gioacchino III Federico di Brandeburgo     |  |  |       |  |  |                           |  |  |                          |  |
|                                      |                            | Anna Caterina del Brandeburgo              | Caterina di Brandeburgo-Küstrin            |  |  |       |  |  |                           |  |  |                          |  |
| Cristiano V di Danimarca             |                            | Anna Caterina del Brandeburgo              |                                            |  |  |       |  |  |                           |  |  |                          |  |
|                                      |                            | Giorgio di Brunswick-Lüneburg              | Guglielmo il Giovane di Brunswick-Lüneburg |  |  |       |  |  |                           |  |  |                          |  |
|                                      |                            | Giorgio di Brunswick-Lüneburg              | Guglielmo il Giovane di Brunswick-Lüneburg |  |  |       |  |  |                           |  |  |                          |  |
|                                      |                            | Giorgio di Brunswick-Lüneburg              | Dorothea di Danimarca                      |  |  |       |  |  |                           |  |  |                          |  |
| Sofia Amelia di Brunswick e Lüneburg |                            | Giorgio di Brunswick-Lüneburg              |                                            |  |  |       |  |  |                           |  |  |                          |  |
|                                      |                            | Anna Eleonora di Assia-Darmstadt           | Luigi V d'Assia-Darmstadt                  |  |  |       |  |  |                           |  |  |                          |  |
|                                      |                            | Anna Eleonora di Assia-Darmstadt           | Luigi V d'Assia-Darmstadt                  |  |  |       |  |  |                           |  |  |                          |  |
|                                      |                            | Anna Eleonora di Assia-Darmstadt           | Maddalena di Brandeburgo                   |  |  |       |  |  |                           |  |  |                          |  |
| Federico IV di Danimarca             |                            | Anna Eleonora di Assia-Darmstadt           |                                            |  |  |       |  |  |                           |  |  |                          |  |
|                                      | Guglielmo V d'Assia-Kassel | Maurizio d'Assia-Kassel                    |                                            |  |  |       |  |  |                           |  |  |                          |  |
|                                      | Guglielmo V d'Assia-Kassel | Maurizio d'Assia-Kassel                    |                                            |  |  |       |  |  |                           |  |  |                          |  |
|                                      | Guglielmo V d'Assia-Kassel | Agnese di Solms-Laubach                    |                                            |  |  |       |  |  |                           |  |  |                          |  |
| Guglielmo VI d'Assia-Kassel          | Guglielmo V d'Assia-Kassel |                                            |                                            |  |  |       |  |  |                           |  |  |                          |  |
|                                      |                            | Amalia Elisabetta di Hanau-Münzenberg      | Filippo Luigi II di Hanau-Münzenberg       |  |  |       |  |  |                           |  |  |                          |  |
|                                      |                            | Amalia Elisabetta di Hanau-Münzenberg      | Filippo Luigi II di Hanau-Münzenberg       |  |  |       |  |  |                           |  |  |                          |  |
|                                      |                            | Amalia Elisabetta di Hanau-Münzenberg      | Caterina Belgica di Nassau                 |  |  |       |  |  |                           |  |  |                          |  |
| Carlotta Amalia d'Assia-Kassel       |                            | Amalia Elisabetta di Hanau-Münzenberg      |                                            |  |  |       |  |  |                           |  |  |                          |  |
|                                      |                            | Giorgio Guglielmo di Brandeburgo           | Giovanni Sigismondo di Brandeburgo         |  |  |       |  |  |                           |  |  |                          |  |
|                                      |                            | Giorgio Guglielmo di Brandeburgo           | Giovanni Sigismondo di Brandeburgo         |  |  |       |  |  |                           |  |  |                          |  |
|                                      |                            | Giorgio Guglielmo di Brandeburgo           | Anna di Prussia                            |  |  |       |  |  |                           |  |  |                          |  |
| Edvige Sofia di Brandeburgo          |                            | Giorgio Guglielmo di Brandeburgo           |                                            |  |  |       |  |  |                           |  |  |                          |  |
|                                      |                            | Elisabetta Carlotta di Wittelsbach-Simmern | Federico IV Elettore Palatino              |  |  |       |  |  |                           |  |  |                          |  |
|                                      |                            | Elisabetta Carlotta di Wittelsbach-Simmern | Federico IV Elettore Palatino              |  |  |       |  |  |                           |  |  |                          |  |
|                                      |                            | Elisabetta Carlotta di Wittelsbach-Simmern | Luisa Giuliana di Nassau                   |  |  |       |  |  |                           |  |  |                          |  |
|                                      |                            | Elisabetta Carlotta di Wittelsbach-Simmern |                                            |  |  |       |  |  |                           |  |  |                          |  |